# Żabikowo (Luboń)
Żabikowo (niem. Zabikowo, 1939–1945 Poggenburg) – północno-zachodnia część Lubonia. Jedna z trzech (obok Starego Lubonia i Lasku) dzielnic miasta, nieposiadająca odrębności administracyjnej, która podobnie jak dwie pozostałe przywoływana jest jedynie do celów statystycznych, a także żyje w świadomości mieszkańców Lubonia.
Wieś duchowna, własność biskupstwa poznańskiego, pod koniec XVI wieku leżała w powiecie poznańskim województwa poznańskiego.

## Charakterystyka
Dawna wieś gminna (gmina Żabikowo), w latach 1314–1793, 1919–1939 i 1946–1954 należąca administracyjnie do województwa poznańskiego, kolejno: I Rzeczypospolitej, II Rzeczypospolitej oraz Polskiej Rzeczypospolitej Ludowej. 13 listopada 1954 roku, decyzją Prezesa Rady Ministrów o nadaniu wybranym gromadom praw miejskich,[1] Żabikowo (obok Lubonia i Lasku z gromady Luboń) weszło w skład nowo powstałego miasta Luboń.
Znajduje się tutaj, między innymi: poniemiecki obóz karno-śledczy (Obóz Żabikowski 1943-45), zabytkowy kościół św. Barbary oraz os. Lubonianka. W dawnych granicach Żabikowa mieściła się Wyższa Szkoła Rolnicza im. Haliny (działająca w latach 1870-76), założona przez hrabiego Augusta Cieszkowskiego. W tej części miasta swoją trasę kończy autobus linii 616 MPK Poznań, która jest uzupełnieniem linii 610 i 702.

## Obiekty i miejsca
- Rynek Żabikowski z kościołem św. Barbary i  pomnikiem Znicz Pamięci Pokoju
- Muzeum Martyrologii
- Osiedle Lubonianka
- Wzgórze Papieskie
- Urząd Miasta